# James J. Corbett
James John Corbett, Gentleman Jim, född 1 september 1866 i San Francisco i USA, död 18 februari 1933 i Bayside i New York, var den förste att bli världsmästare i tungvikt under Queensberryreglerna, det vill säga med handskar och ronder om tre minuter.
Corbett benämns som "Den moderna boxningens fader" på grund av sin innovativa nyskapande stil som tog sporten från att ha varit "ett bråk" till en vetenskaplig konstform.

## Bakgrund
James Corbett var son till Patrick J Corbett som föddes i Ballycusheen i Kilmaine socken på Irland och senare emigrerade till USA. Fadern gifte sig sedan med Katherine McDonald varpå sonen James föddes den 1 september 1866 i staden San Francisco. James Corbett växte upp i ett medelklasshem där familjen hade nog med pengar för att skicka honom till ett bra college. När han hade avslutat sin högskoleutbildning tog han ett jobb som banktjänsteman.

## Boxningskarriär

### Förste mästaren utan handskar
Den 7 september 1892 i New Orleans slog Corbett ut John L. Sullivan i den 21:a ronden i en match som gällde världsmästerskapet i tungvikt efter markisen av Queensberrys nya regler där båda boxarna bland annat var tvungna att bära handskar. Matchen, där den 96 kg tunge regerande mästaren (i boxning utan handskar) Sullivan var favorit mot den endast knappt 84 kg vägande motståndaren, sågs av 10 000 personer på plats i en nybyggd arena som drevs med elektricitet. Matchen kom att bli "början till slutet" på den tidigare allenarådande boxningen utan handskar; så kallad "knogboxning".
Corbett försvarade sin världsmästartitel endast en gång, via en KO-seger i rond 3 mot Charley Mitchell 1894, innan han 17 mars 1897 tappade den då han knockades av Bob Fitzsimmons.
Corbett förlorade därpå en match på diskvalifikation mot Tom Sharkey sedan en av hans sekonder hoppat in i ringen för att vädja till domaren. Resultatet blev att den förstnämnde helt enligt reglerna förlorade matchen. I maj år 1900 utmanade Corbett så den dåvarande världsmästaren James J. Jeffries i en titelmatch. Corbett verkade vara den klart bättre boxaren och fick, enligt tidningsartiklar efter matchen, mästaren att stundvis se ut "som en nybörjare". Trots det fälldes Corbett av en kort vänster mot käken och räknades ut i rond 23 (av 25).
I ett returmöte med Jeffries om VM-titeln i augusti 1903 kastade Corbetts chefssekond Tommy Ryan i den tionde ronden in ett palmblad i ringen för att göra domaren uppmärksam på att matchen skulle brytas då han tyckte att hans adept fått nog. Corbett förlorade därmed på teknisk knockout i en match som skulle bli hans sista.
Nat Fleischer, grundare av tidskriften The Ring, rankade år 1958 Corbett som den 5:e största tungviktaren genom tiderna.

### Innovativ vetenskaplig boxningsstil
Corbett är allmänt sedd som den boxare som införde en snabbare och mer vetenskaplig boxningsstil innehållande ett bättre fotarbete med så kallade "sidsteppningar" och effektivare slag med den svagare vänsterhanden som tålmodigt övats upp. Corbett boxades tekniskt och "cirklande" defensivt runt sin motståndare för att i rätt ögonblick överraska honom med jabbar eller krokar, och stod på så sätt i skarp kontrast till sin föregångare John L. Sullivan och de flesta andra boxare vid tiden som inte boxades lika "taktiskt".
Corbett anses också vara den boxare som uppfann vänsterkroken. Detta skedde spontant i en match mot Joe Choynski 1889 då Corbett skadat vänsterhanden såpass att han var tvungen att slå sina slag med en mer cirklande rörelse för att undvika smärtan i de undre knogarna vid träff.

### Första idrottare på film
Corbett, som dåvarande världsmästare, blev tillsammans med en annan boxare, Peter Courtney, de första idrottsutövarna någonsin på film. Detta i uppfinnaren Thomas Alva Edisons studio år 1894. De båda gick en sexrondersmatch som filmades av Edison själv.

## Utanför ringen
Efter sin sista match tog Corbett upp en karriär som skådespelare och han uppträdde både på scen och film.
Jim Corbett dog kl 02.10 den 18 februari 1933 i sitt hem i Bayside, Long Island, New York. United Press rapporterade att Corbett var 67 år gammal vid tillfället och att han dött av "en glandulär sjukdom som framkallat hjärtsjukdomar." Associated Press rapporterade emellertid att Corbett dog av "cancer i levern och hjärtproblem."
Corbett begravdes på Cypress Hills kyrkogård i Brooklyn, New York.